# Earl of Westmeath

Wappen der Earls of Westmeath

Earl of Westmeath ist ein erblicher britischer Adelstitel in der Peerage of Ireland.
Historischer Familiensitz der Earls war Clonyn Castle in Delvin im County Westmeath.

## Verleihung, nachgeordnete und weitere Titel
Der Titel wurde am 4. September 1621 für Richard Nugent, 7. Baron Delvin, geschaffen. Er hatte 1602 von seinem Vater den Titel Baron Delvin geerbt, der um 1389, ebenfalls in der Peerage of Ireland, für seinen Vorfahren Sir William Nugent geschaffen worden war. 
Der 8. Earl wurde am 12. Januar 1822 zum Marquess of Westmeath erhoben. Der Marquesstitel erlosch bereits bei seinem Tod am 5. Mai 1871, das Earldom fiel an seinen Cousin 5. Grades als 9. Earl.
Heutiger Titelinhaber ist William Nugent als 13. Earl.

## Liste der Barone Delvin und Earls of Westmeath

### Barone Delvin (um 1389)
- William Nugent, 1. Baron Delvin († um 1414)
- Richard Nugent, 2. Baron Delvin († 1475)
- Christopher Nugent, 3. Baron Delvin († um 1483)
- Richard Nugent, 4. Baron Delvin († 1537)
- Richard Nugent, 5. Baron Delvin (1523–1559)
- Christopher Nugent, 6. Baron Delvin (1544–1602)
- Richard Nugent, 7. Baron Delvin (1583–1642) (1621 zum Earl of Westmeath erhoben)

### Earls of Westmeath (1621)
- Richard Nugent, 1. Earl of Westmeath (1583–1642)
- Richard Nugent, 2. Earl of Westmeath (1621–1684)
- Richard Nugent, 3. Earl of Westmeath († 1714)
- Thomas Nugent, 4. Earl of Westmeath (1669–1752)
- John Nugent, 5. Earl of Westmeath (1671–1754)
- Thomas Nugent, 6. Earl of Westmeath (1714–1792)
- George Nugent, 7. Earl of Westmeath (1760–1814)
- George Nugent, 1. Marquess of Westmeath, 8. Earl of Westmeath (1785–1871)
- Anthony Nugent, 9. Earl of Westmeath (1805–1879)
- William Nugent, 10. Earl of Westmeath (1832–1883)
- Anthony Nugent, 11. Earl of Westmeath (1870–1933)
- Gilbert Nugent, 12. Earl of Westmeath (1880–1971)
- William Nugent, 13. Earl of Westmeath (* 1928)

Titelerbe (Heir apparent) ist der Sohn des aktuellen Titelinhabers, Sean Nugent, Lord Delvin (* 1965).